# كهف كتلة خور
كهف كتله خور هو أحد الكهوف التأريخية متعدد الطبقات في إيران، فهو ذو مساحة جافة ومسطحات مائية. ويُعتبَر أول كهف جبسي في العالم حيث يتكون من ثلاث طبقات رسوبية وهي الطبقة الثقافية والترفيهية والرياضية والعديد من الممرات الفرعية. ويعود تأريخ هذا الكهف إلى العهد الجيولوجي الثالث أي أكثر من 30 مليون سنة. وتعني عبارة كتله خور، جبل تسطع من خلفها الشمس. حيث ان (كَتَله) بمعنى الجبل أو التل المرتفع، و (خور) التي تأتي من (خورشيد) بمعنى الشمس.

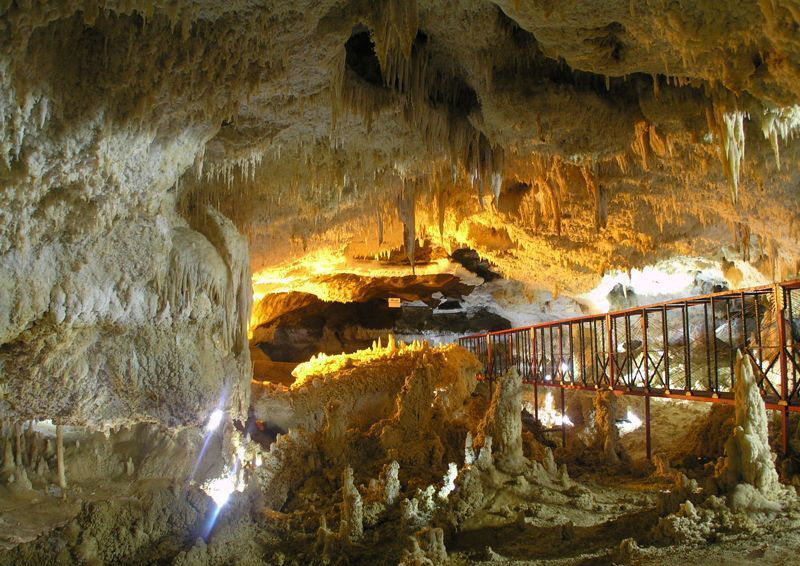
كهف كتله خور، والذي يُعتبَر أول كهف جبسي في العالم

## الموقع
يقع كهف كتله خور في مدينة خدابنده على بعد حوالي 140 كيلومتر عن مدينة زنجان بمحافظة زنجان في شمال غرب إيران.

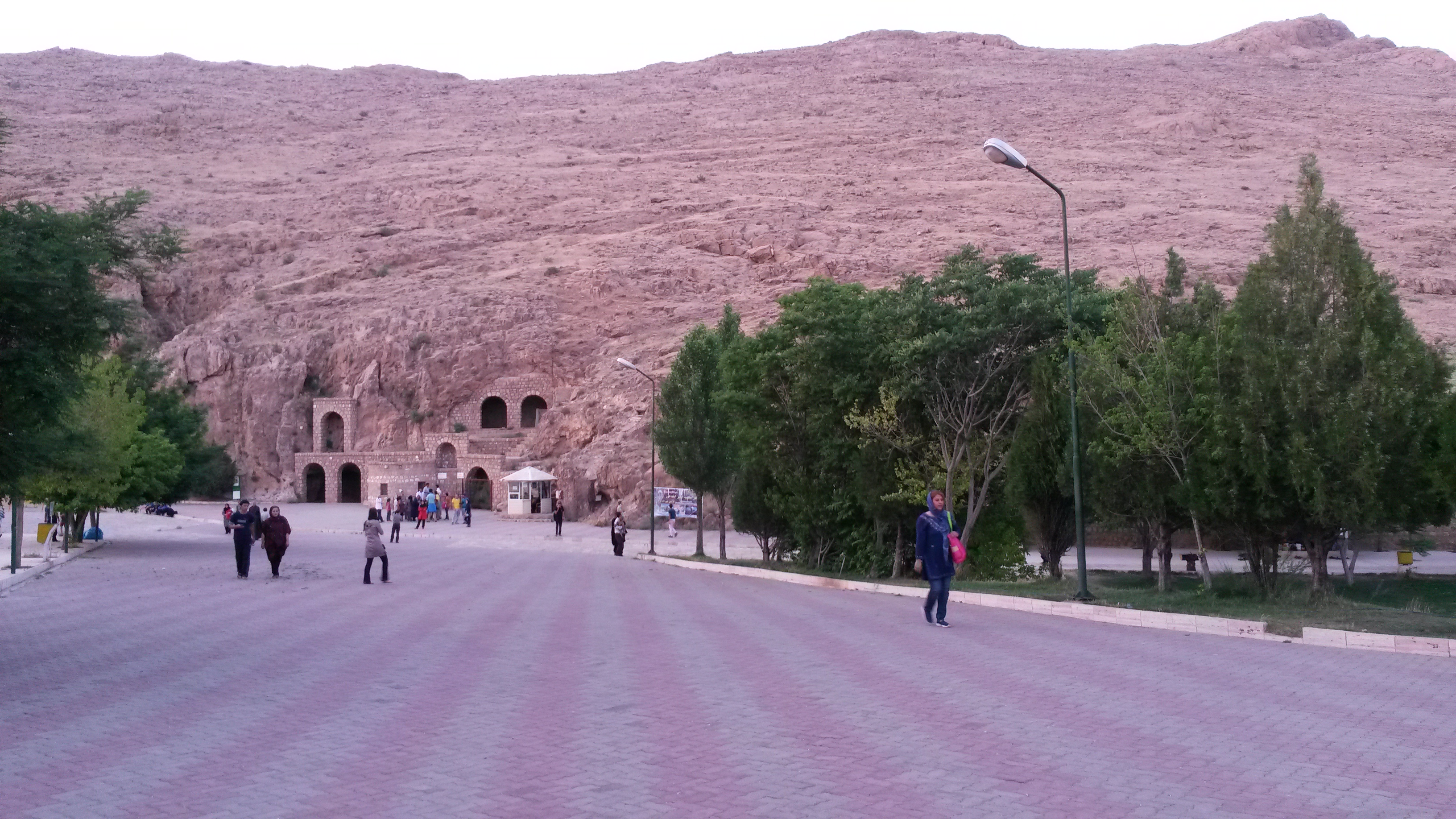
منظر عام لكهف كتله خور التاريخي

## تأريخ الكهف
تشير بعض الدراسات التأريخية إلى أن هذا الكهف الفريد من نوعه مرتبط بأحد ممراته بكهف علي صدر الشهير والواقع في مدينة همدان، ومن عجائبه الأخرى تعدد طبقاته الرسوبية كما أشرنا الأمر الذي جعله فريد من نوعه عالمياً، ويعقتد خبراء الآثار بأن عمره يتجاوز الـ 30 مليون عام.

## خصائص طبيعية
تَحُف جدران وسقف هذا الكهف أحجار الترافرتين الزاهية بشتى الألوان، ويمكن اعتباره أول كهف جبسي في العالم حيث يتكون من ثلاث طبقات رسوبية وفيها العديد من الممرات الفرعية وأحجار الترافرتين الموجود فيه على نوعين فمنها صاعدة والأخرى هابطة، كما توجد فيه العديد من الأعمدة الطبيعية التي تبدو وكأن فنان معماري بارع قد شيدها للحفاظ على السقف كي لا ينهار، ناهيك عن تلك الأحجار الملونة البراقة المكونة من بلورات جميلة. كما ان المدخل والممرات والمعابر والجدران والسقوف التي تمت زخرفتها بنماذج أخاذة من إستالاكميت وإستالاجميت ذات ألوان خلابة فضلاً عن أعمدة كلسية. وكذلك المقرنصات الجيرية والأحجار الساطعة المتكونة من البلور والقناديل الساطعة المتدلاة من السقف وايضاً الإضاءات الباهرة، كما وان كهف كتله خور يحظى بالمكانة الأولى بين الكهوف الجيرية في العالم من حيث الطوايق ومن حيث جودة البلورات وتنوع القناديل وجمالها.

## معرض الصور

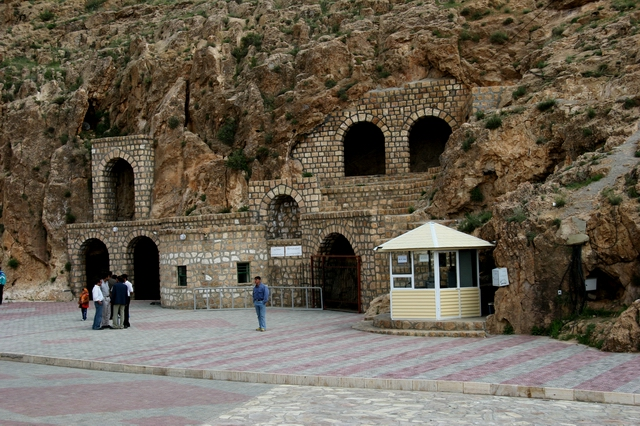
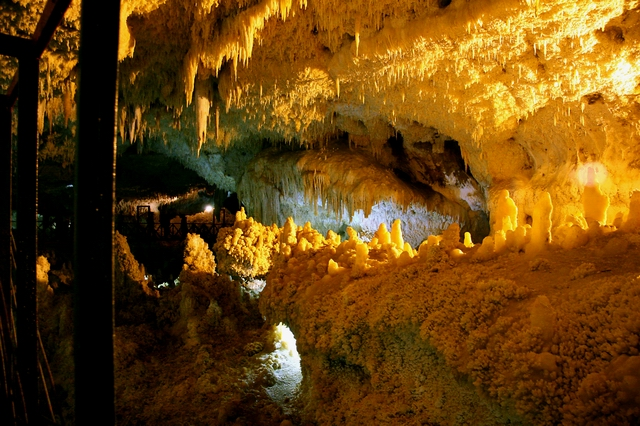
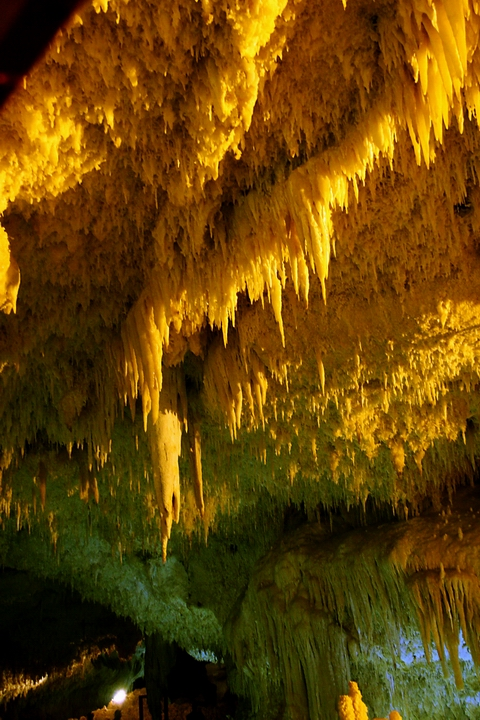
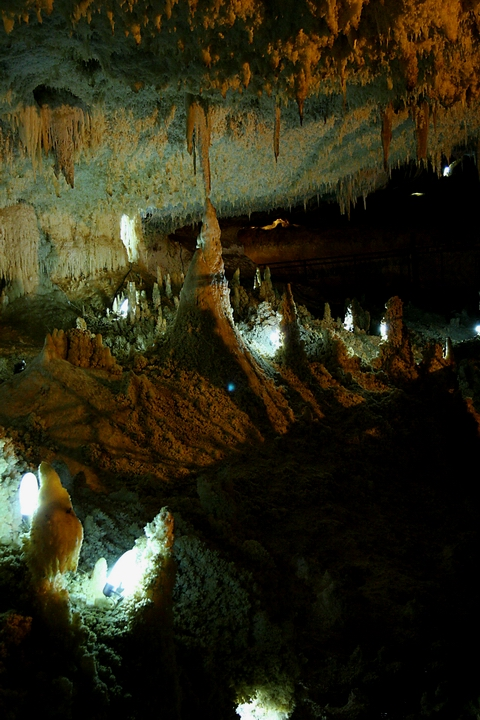
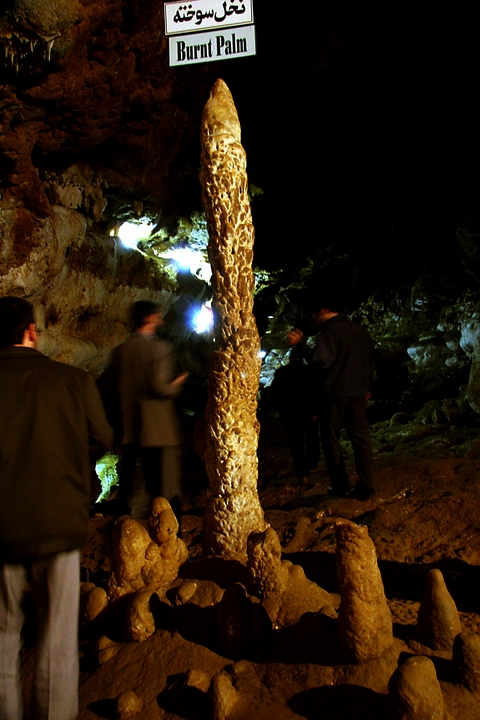
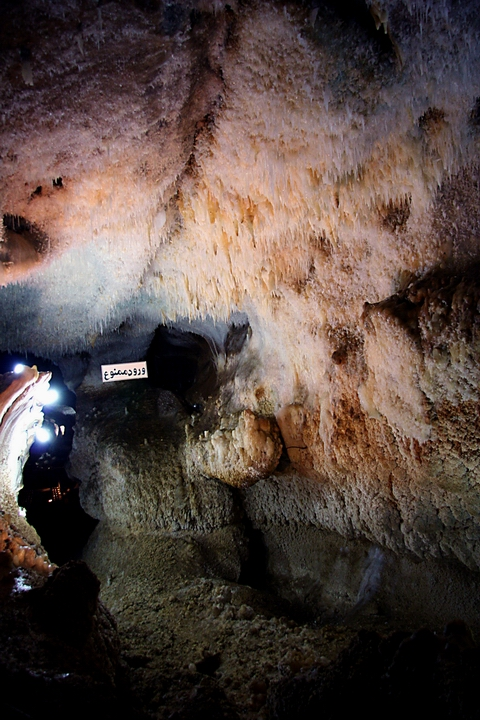
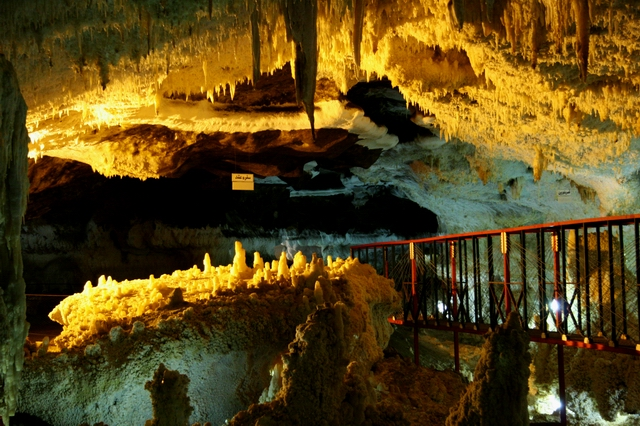
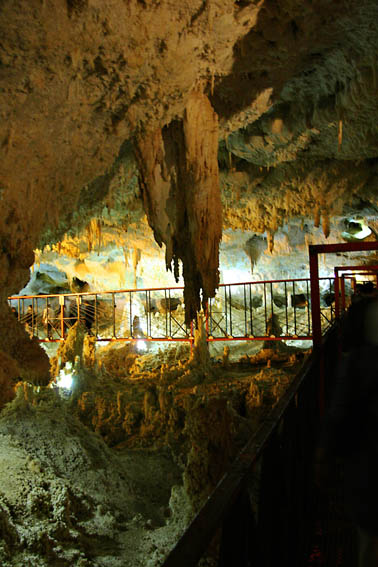
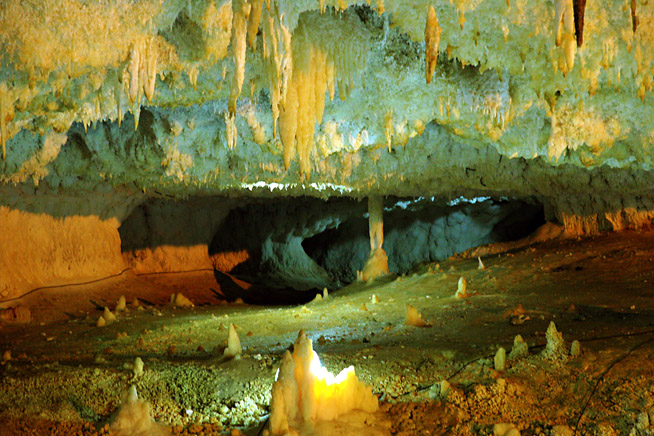
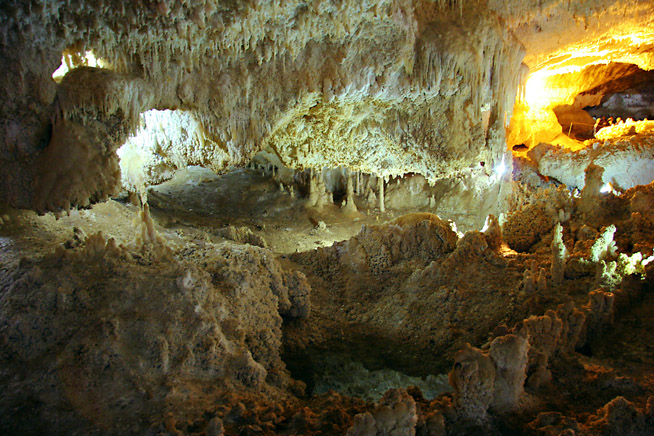
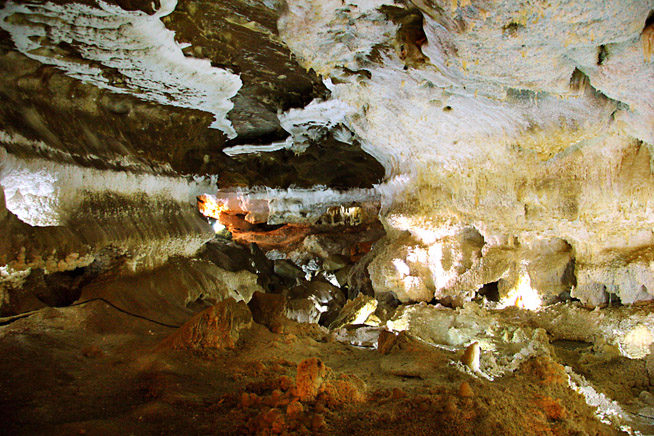
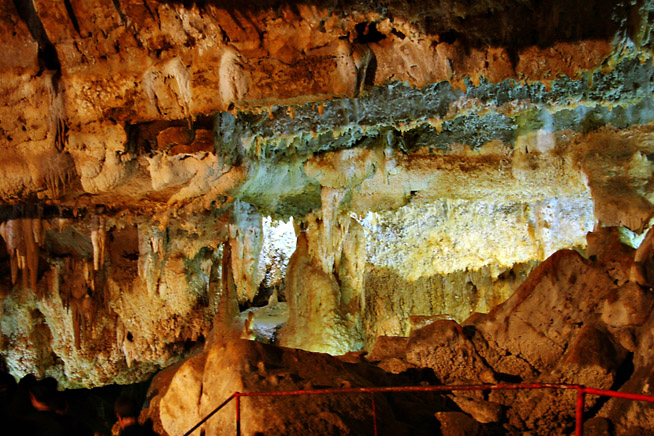
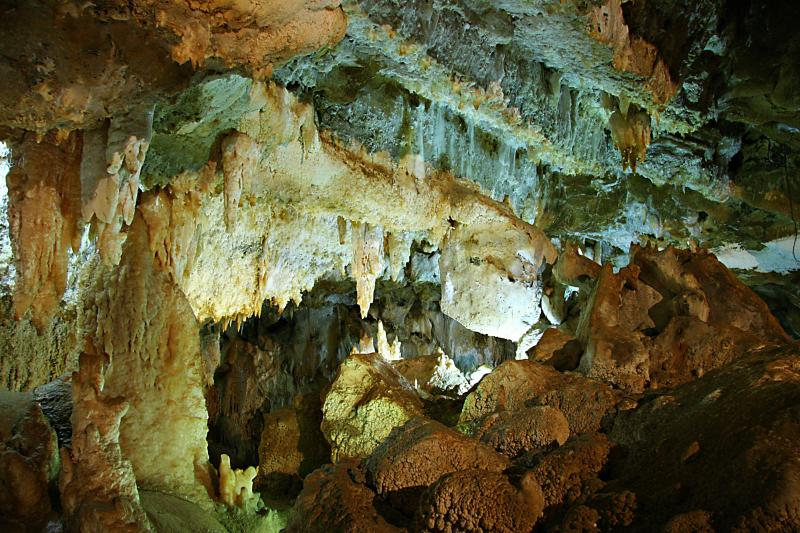
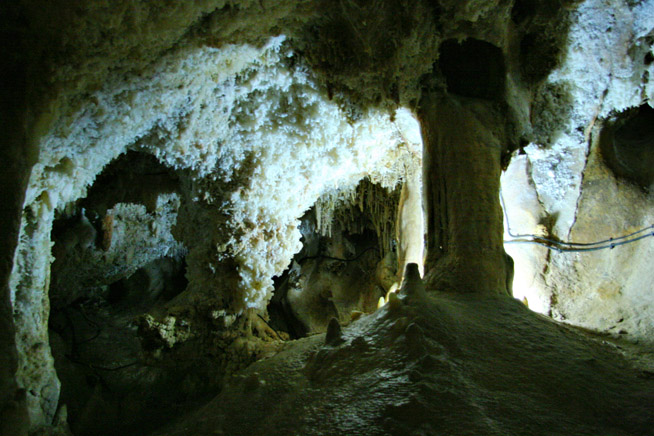
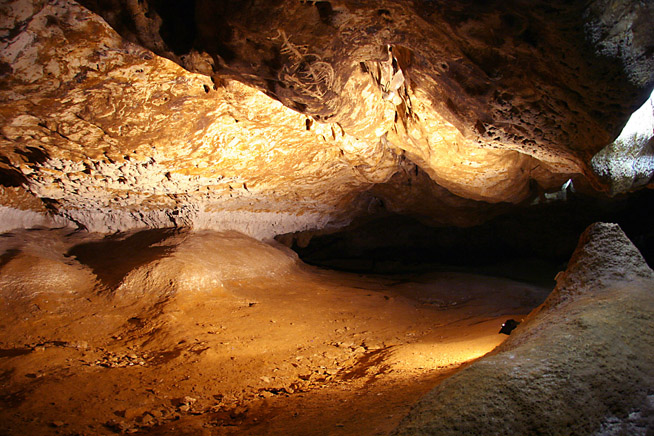
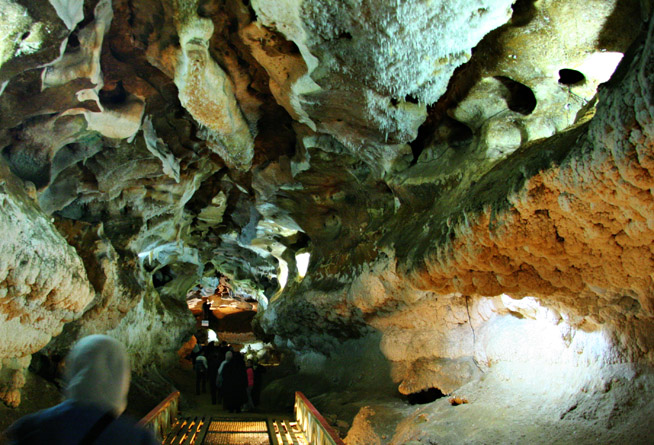
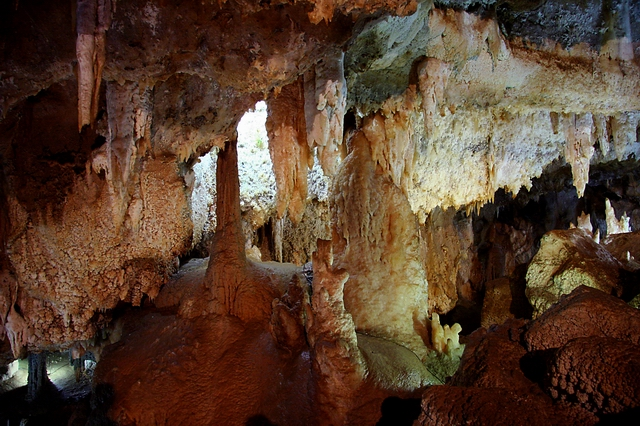
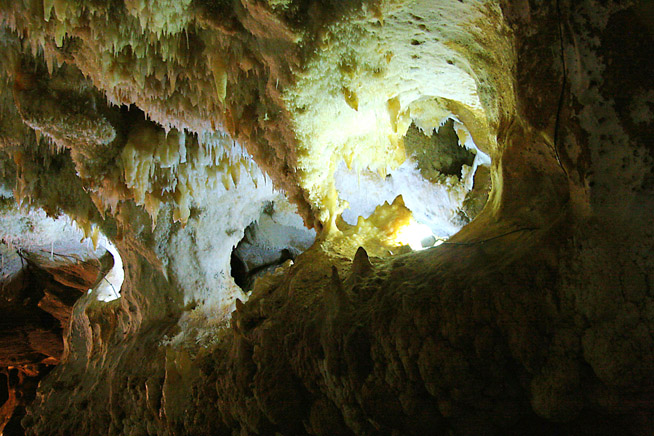
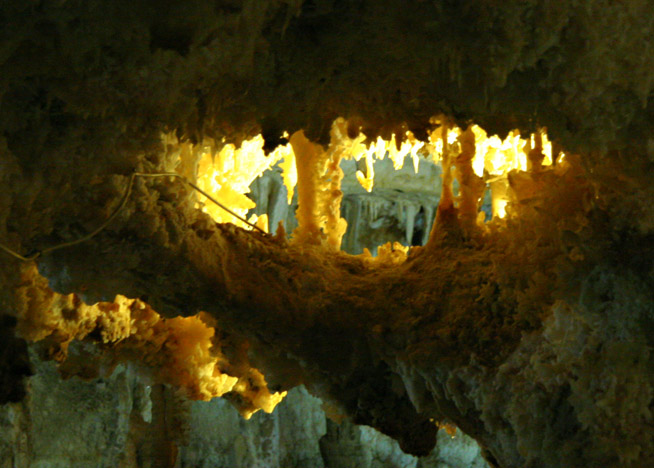
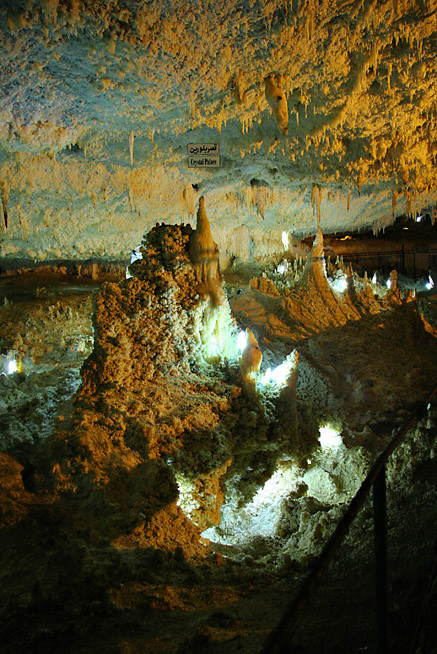
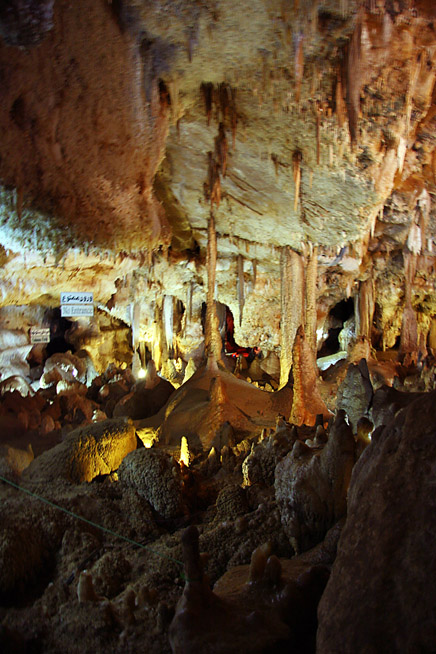
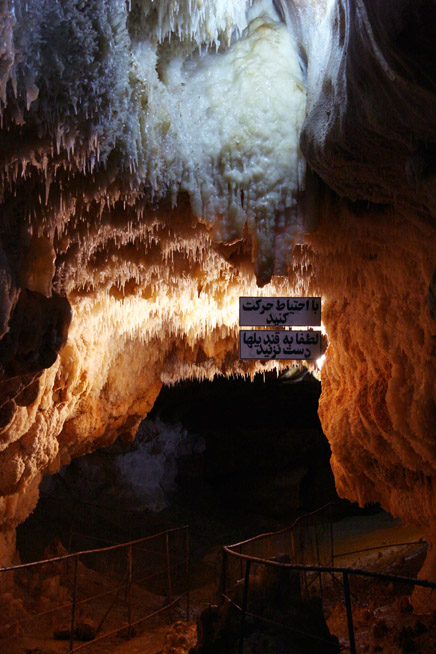
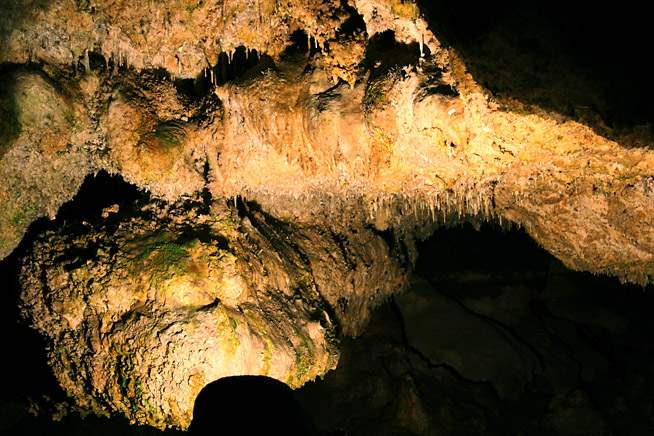
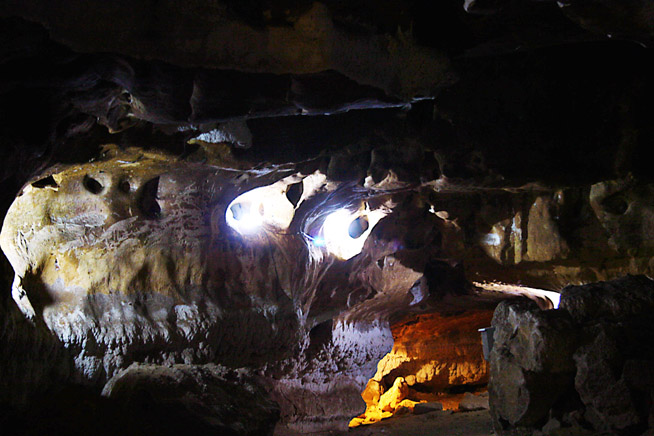
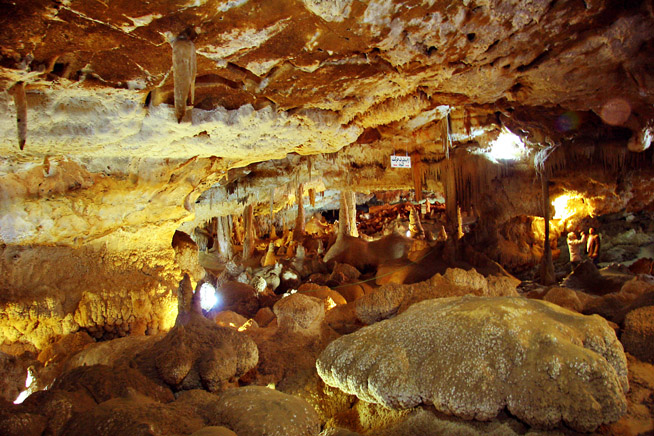
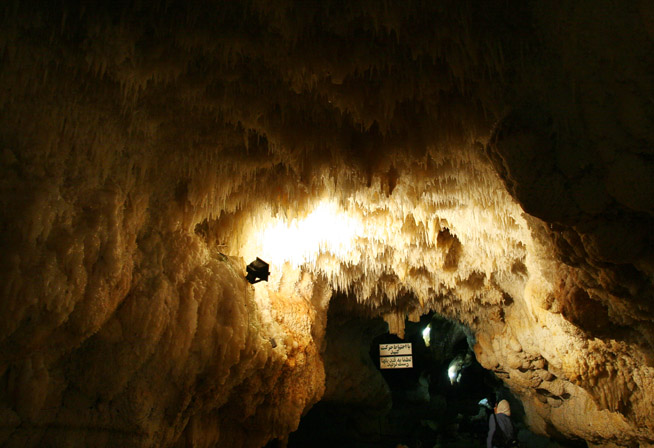
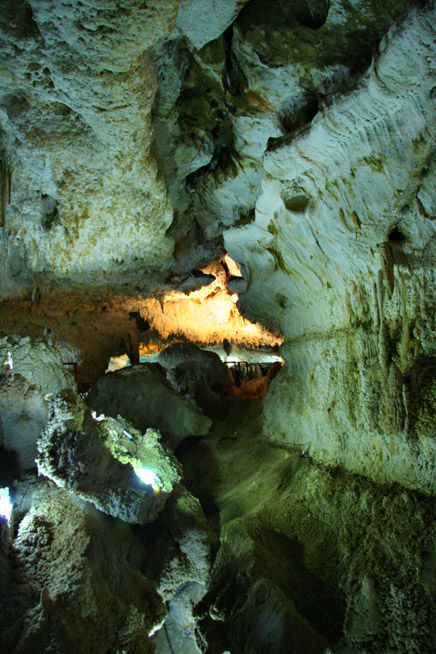
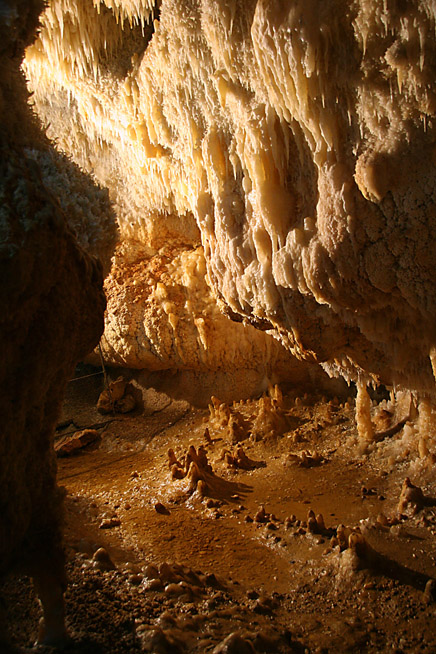
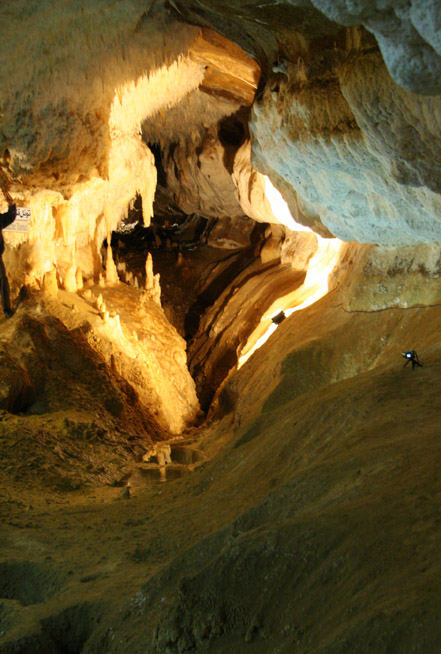
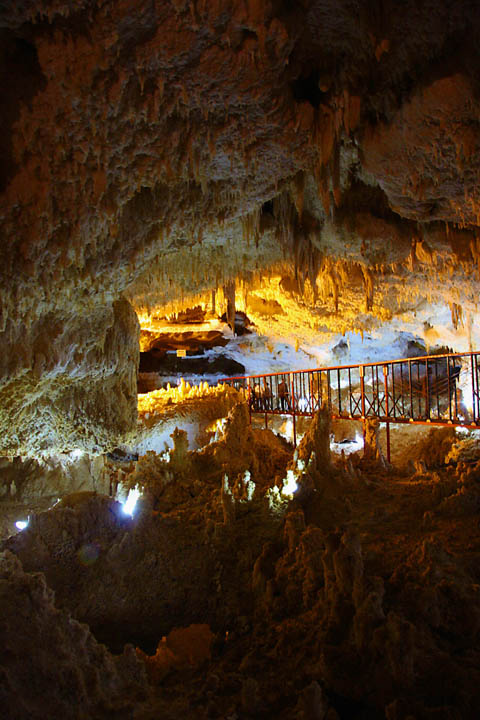
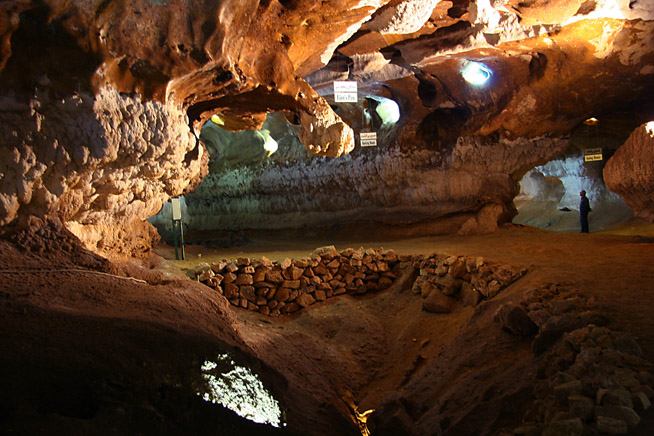
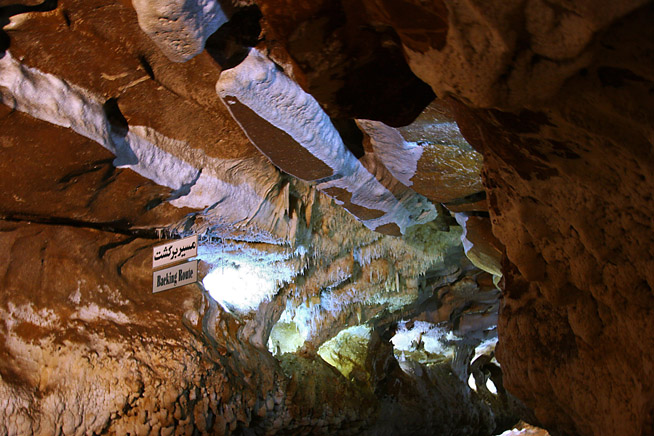
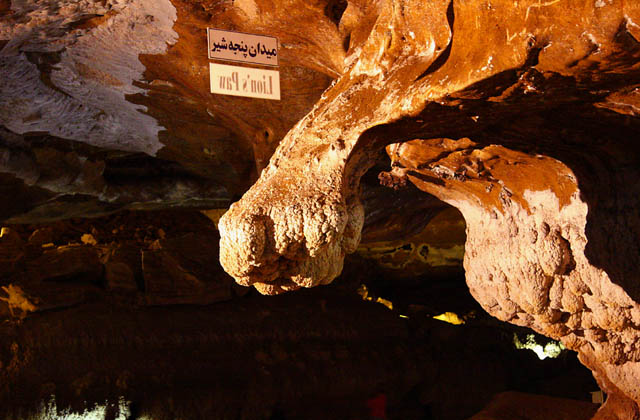
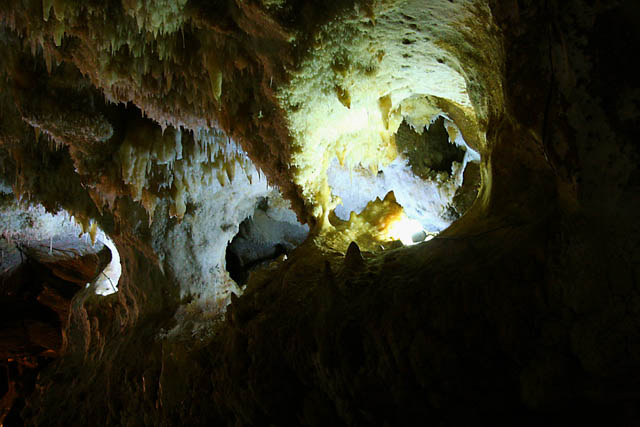
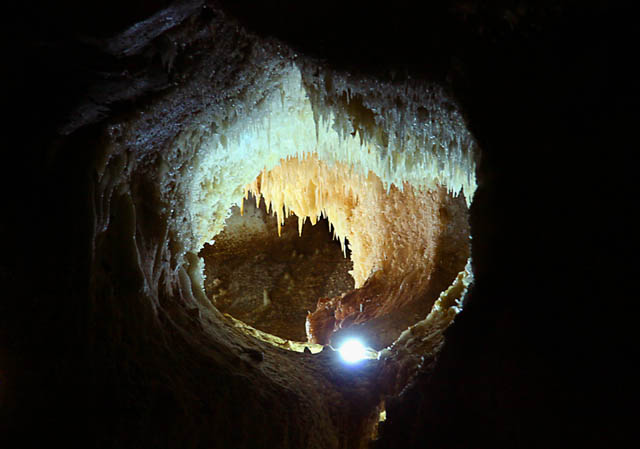
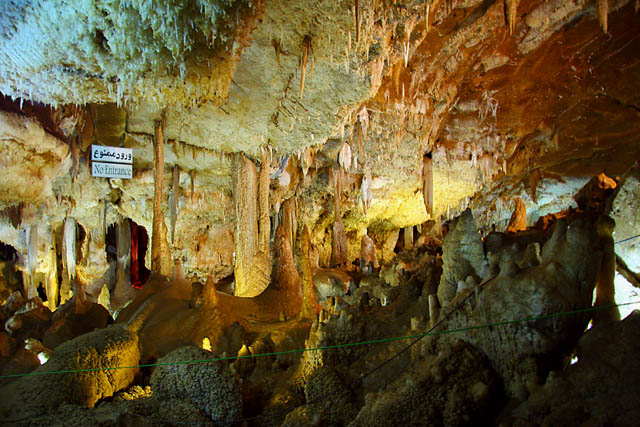
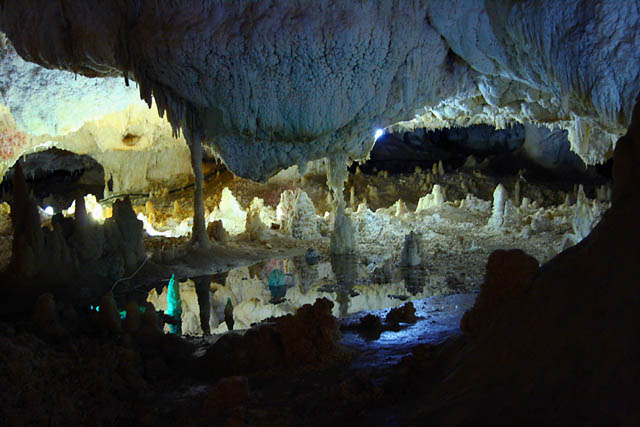
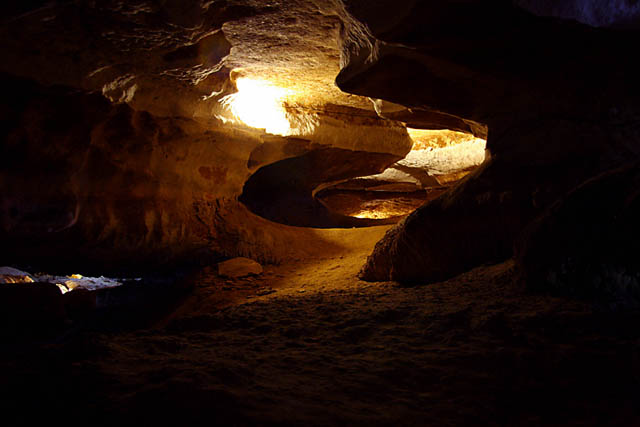
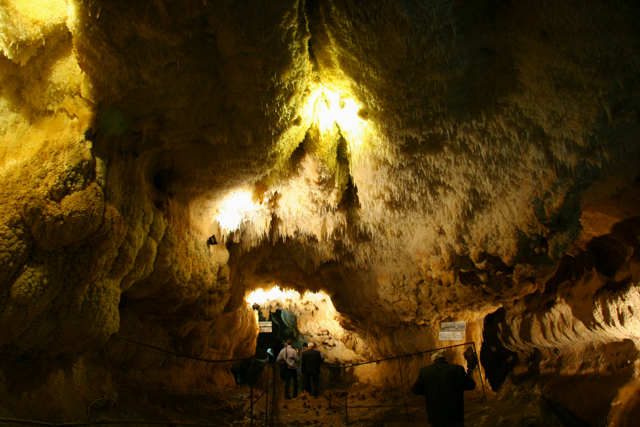
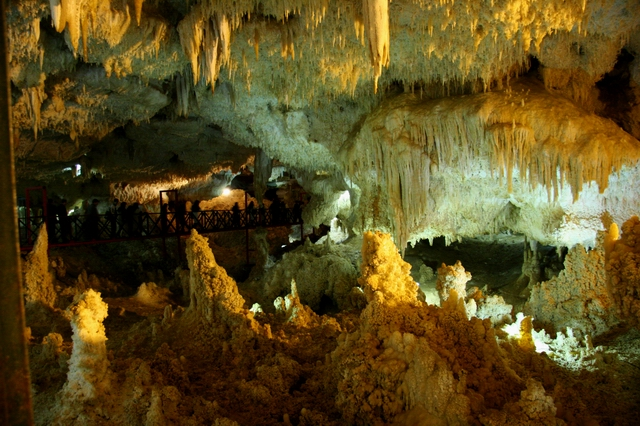
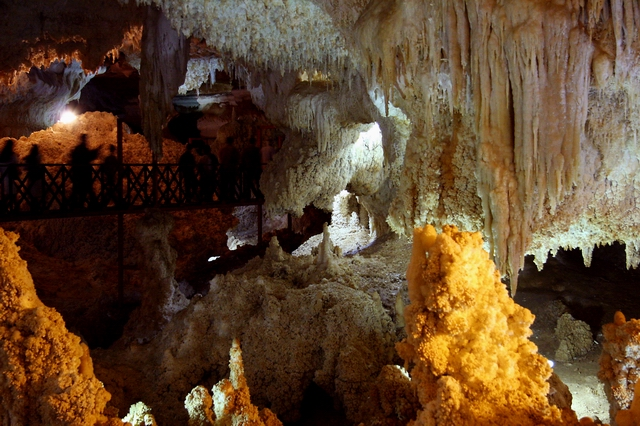
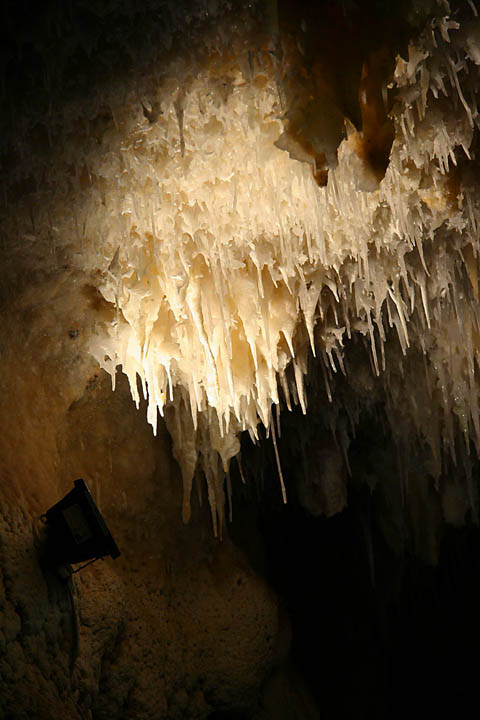
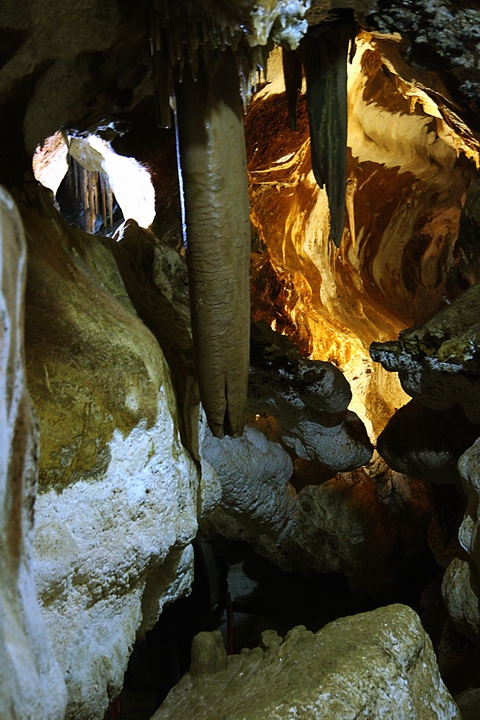
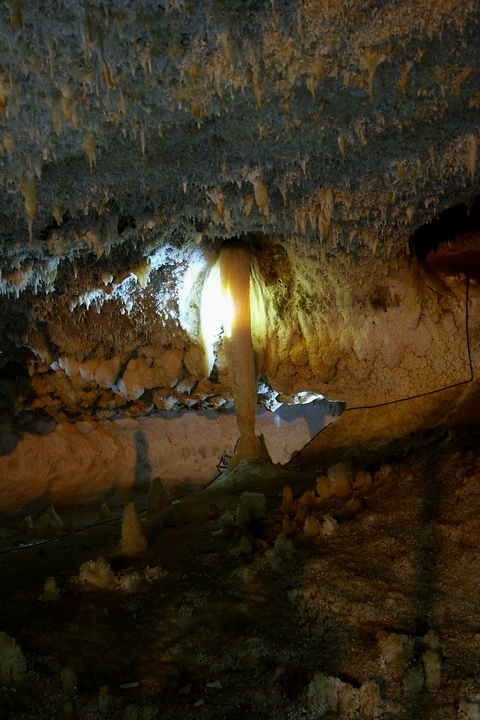
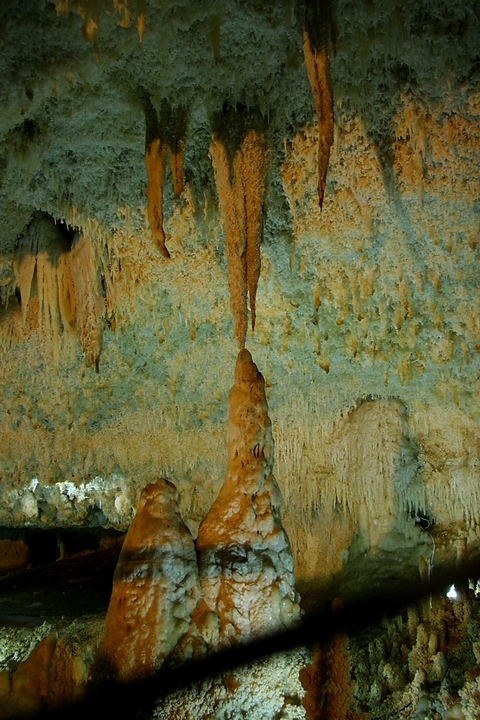